# 徐綺
徐綺（1420年—？），字景文，浙江杭州府餘杭縣人，明朝政治人物。進士出身。

## 生平
浙江鄉試第四十六名。天順元年（1457年）丁丑科會試第六十一名，殿試登進士第二甲第二名。

## 家族
曾祖父徐成。祖父徐子奇。父亲徐儀。